# Tessa Sanderson
Theresa Ione "Tessa" Sanderson OBE (Saint Elizabeth, Jamaica, 14 de março de 1956) é uma ex-atleta britânica, campeã olímpica do lançamento de dardo em Los Angeles 1984. Ela é uma das três únicas atletas do mundo que já competiram em seis Jogos Olímpicos (de Montreal 1976 a Atlanta 1996).
Depois de sua família imigrar da Jamaica para Wolverhampton, na Inglaterra, nos anos 1960, Tessa começou a praticar o heptatlo, no qual teve vários sucessos na adolescência, mas com maior talento para um das modalidades desta prova, tornou-se a melhor lançadora de dardo do país a meio dos anos 1970, conquistando a prata no Campeonato Europeu de 1978 e o ouro nos Jogos da Commonwealth de 1978, 1986 e 1990.
Com uma participação modesta em Montreal 1976, sua primeira Olimpíada com 20 anos, ela foi quatro anos depois aos Jogos Olímpicos de Moscou como uma das favoritas, depois de realizar o segundo melhor lançamento do mundo em junho de 1980 (69,70 m) em Stuttgart. Porém, em Moscou ela não conseguiu nenhum lançamento acima de 48 metros e não chegou às finais. Nos anos seguintes, ela aumentou seu recorde pessoal, chegando à marca de 73,58 m em 1983. entretanto, no primeiro Campeonato Mundial de Atletismo realizado naquele ano em Helsinque, na Finlândia, Tessa mais uma vez não conseguiu uma medalha, ficando em quarto lugar.
Seu grande momento veio no ano seguinte, em Los Angeles 1984, quando com um primeiro lançamento de 69,56 m, conquistou a medalha de ouro. Em 1985, foi nomeada Ordem do Império Britânico pela Rainha Elizabeth II. Depois de competir em mais três Jogos sem resultados significativos (1988, 1992 e 1996, este com 40 anos de idade) e com mais de 20 anos de carreira no atletismo e no lançamento de dardo, 
Tessa despediu-se dos estádios e dirige uma academia atlética em Londres.